# Monument d'Absalom

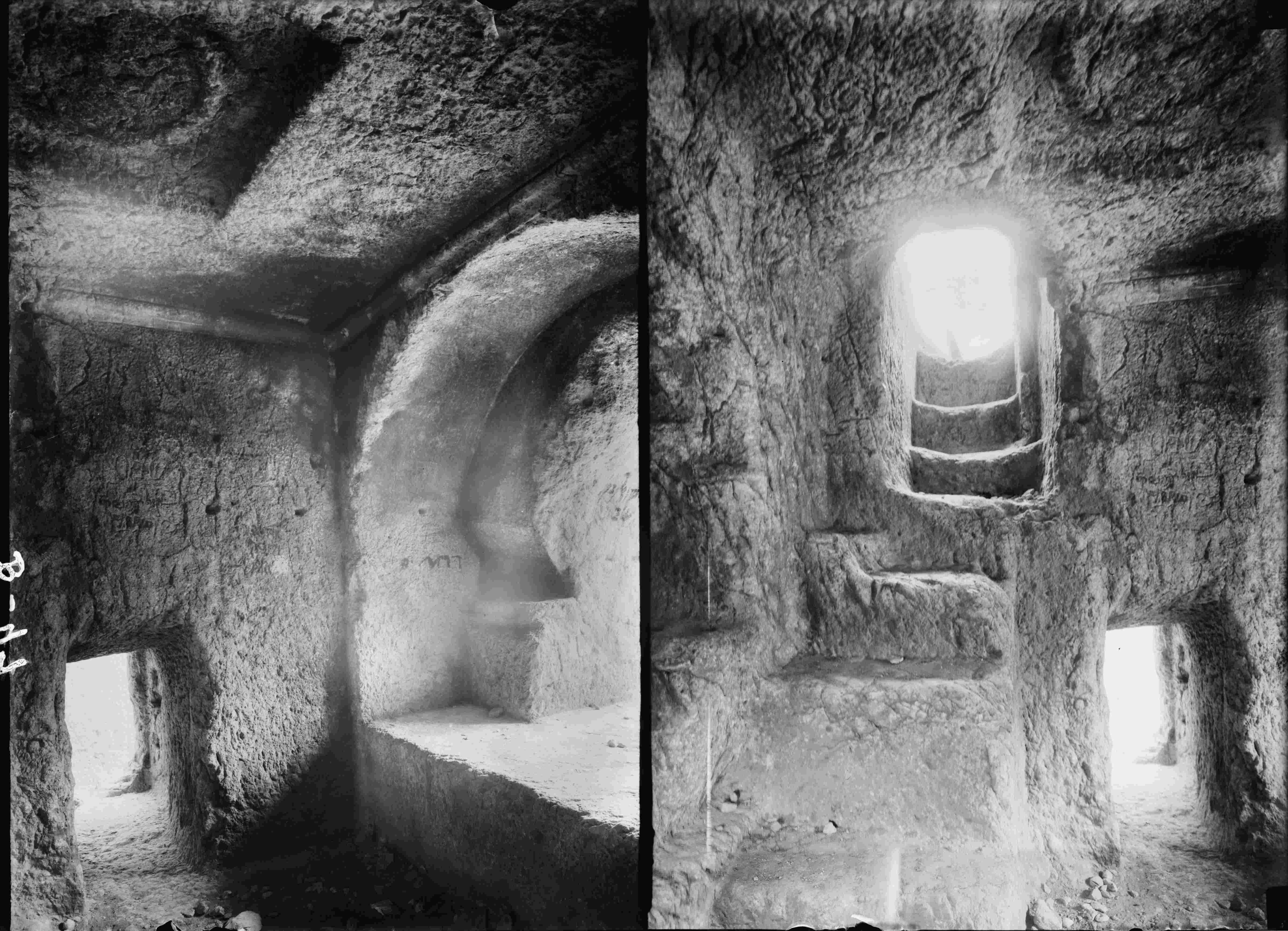
La chambre funéraire (photographie du XIX). Photo de gauche : le kokh, un arcosolium et le bas-relief au plafond. Photo de droite : l'entrée originale de la tombe avec le kokh en dessous.

Le monument d'Absalom ou tombe d'Absalom, en hébreu יד אבשלום (Yad Avshalom), est un monument funéraire qui date de la période du Second Temple. il se trouve dans la vallée du Cédron à Jérusalem, en face du Mont du Temple et au pied du cimetière juif du mont des Oliviers. 

## Description
Le monument, qui mesure 7 m sur 6,8 m et 20 m de haut, est daté par les archéologues du Ier siècle. La partie basse est taillée dans le rocher, elle est décorée de colonnes ioniennes et d'une frise dorique surmontée d'une corniche égyptienne. Elle abrite une petite pièce avec deux arcosolia destinés à recevoir les corps des défunts. Le plafond de la chambre funéraire est décoré d'un bas-relief carré qui représente un cercle avec une étoile au centre. La partie haute du monument est maçonnée. Elle sert de nefesh pour la tombe située en dessous, et peut-être aussi pour la tombe, dite grotte de Josaphat, dont l'entrée est située derrière. L'accès à la tombe d'Absalom se fait par une entrée dans le mur est. Elle s'ouvre sur une série de marches qui descendent dans la chambre. Sous l'escalier, une niche funéraire, un kokh, a semble-t-il été creusée plus tard. À l'époque byzantine, la tombe a été utilisée comme habitation par des moines. Des ouvertures supplémentaires ont été percées sur les quatre côtés de la façade, de manière à ventiler et à donner de la lumière. La paroi extérieure du kokh a elle-même été enlevée pour le transformer en ouverture.

## Attribution
Comme beaucoup de monuments de Jérusalem, il est attribué à un personnage biblique, en l'occurrence Absalom, le fils du roi David. Cette attribution repose sur un passage du livre de Samuel :

« Or, Absalom s'était, de son vivant, fait ériger un monument dans la Vallée du Roi, disant : « C'est pour perpétuer mon nom, puisque je n'ai pas de fils » ; et il appela de son nom le monument, qui fut appelé Yad Avshalom, nom qu'il porte encore. »

— 2 Samuel 18,18
Absalom aurait en fait vécu dix siècles avant la construction du monument actuel.

## Inscription
En 2003, une inscription gravée sur ce monument a été déchiffrée par les archéologues. Elle mentionne le nom de Zacharie et aurait été ajoutée à l'époque byzantine. Dans la tradition chrétienne, Zacharie est le père de Jean le Baptiste et il est tué dans le Temple. Elle mentionne également le sage Syméon, qui apparaît dans le Nouveau Testament lors de la Présentation au Temple (Luc 2, 21-40). L'inscription semble toutefois dater du IVe ou du Ve siècle. 
Curieusement, c'est le monument voisin, un monolithe coiffé d'une pyramide, qui est appelé tombe de Zacharie. Il est attribué à un autre Zacharie de la Bible : Zacharie, fils du Grand Prêtre Yéhoyadah, mort assassiné sous le roi Joas (IXe siècle av. J.-C.). Cette attribution daterait du IVe siècle, comme dans le texte apocryphe Vitae prophetarum. Les deux personnages ont les mêmes caractéristiques : ils sont tous deux prêtres ou grands prêtres, et martyrs dans le temple (récit de II Chroniques, 24 pour le premier, et Protévangile de Jacques pour le second). Il était donc tentant de rapprocher leur mémorial l'un de l'autre. 
D'autre part, vers la fin du Ve siècle, des reliques du prêtre Zacharie du Nouveau Testament, qui viennent peut-être du monument d'Absalom, le monolithe conchoïdal, sont déposées dans le monolithe pyramidal de la tombe traditionnelle « de Zacharie ». En même temps y sont transférées les reliques de Jacques (provenant peut-être de la stèle de Jacques, connue au IIe siècle dans les ruines du sanctuaire hérodien) et de Siméon, le successeur de Jacques selon la liste des évêques de Jérusalem à l'époque ancienne. Le nom de Siméon a été rapproché du grand prêtre du IIe siècle avant notre ère, selon le Siracide, puisque les Vitae prophetarum situent la "tombe des prêtres" également dans ce secteur.